# Phisis holdhausi
Phisis holdhausi är en insektsart som beskrevs av Heinrich Hugo Karny 1926. Phisis holdhausi ingår i släktet Phisis och familjen vårtbitare. Inga underarter finns listade i Catalogue of Life.